# Phymosia abutiloides
Phymosia abutiloides là một loài thực vật có hoa trong họ Cẩm quỳ. Loài này được (L.) Desv. ex Ham. miêu tả khoa học đầu tiên năm 1825.